# Mühltal (Haardt)
Das Mühltal bei Deidesheim ist Teil des Mittelgebirgszugs der Haardt, die den Ostrand des Pfälzerwalds zur Rheinebene bildet.

## Geographie
Am Haardtrand, dem Übergang des Pfälzerwalds zur Oberrheinischen Tiefebene, liegt das östliche Ende des in Ost-West-Richtung verlaufenden Tals. Dort ist ein Wanderparkplatz namens „Mühltal“. Etwas mehr als 800 m östlich ist der Ortsrand von Deidesheim. Der Wanderparkplatz ist über die Mühltalstraße mit dem Ort verbunden, die der Bürgermeister Ludwig Bassermann-Jordan 1905 zu einer Allee ausbauen ließ.
Die Sohle des Tals liegts gänzlich auf der Gemarkung Deidesheims. Es wird durchflossen vom Weinbach und durchzogen von einem Forstweg; parallel zu diesem führt entlang des Weinbachs auch ein kleiner Wanderpfad. Am westlichen Ende des Tals steht die Deidesheimer Hütte. Von Südwesten mündet dort das Kupferbrunner Tal ein und von Nordwesten das Martental. Im Norden des Mühltals erhebt sich der Waldberg und im Süden der Rehberg. Das westliche Ende markiert der Mittelberg.

## Wanderungen
Durch das Tal führen mehrere Wanderwege, die der Pfälzerwald-Verein mit Markierungen versehen hat: Einer ist mit einem roten Punkt gekennzeichnet, zwei weitere mit dem blau-gelben bzw. weiß-blauen Balken. Im Osten wird das Tal ferner von dem Wanderweg mit dem weiß-roten Balken gestreift, ebenso wie vom Wanderweg Deutsche Weinstraße, der mit einer grünen Traube markiert ist. Außerdem ziehen sich die zwei Wanderwege Eselsweg und Geißbockweg, beide mit lange zurückreichenden historischen Wurzeln, durch das Mühltal.

## Geschichte

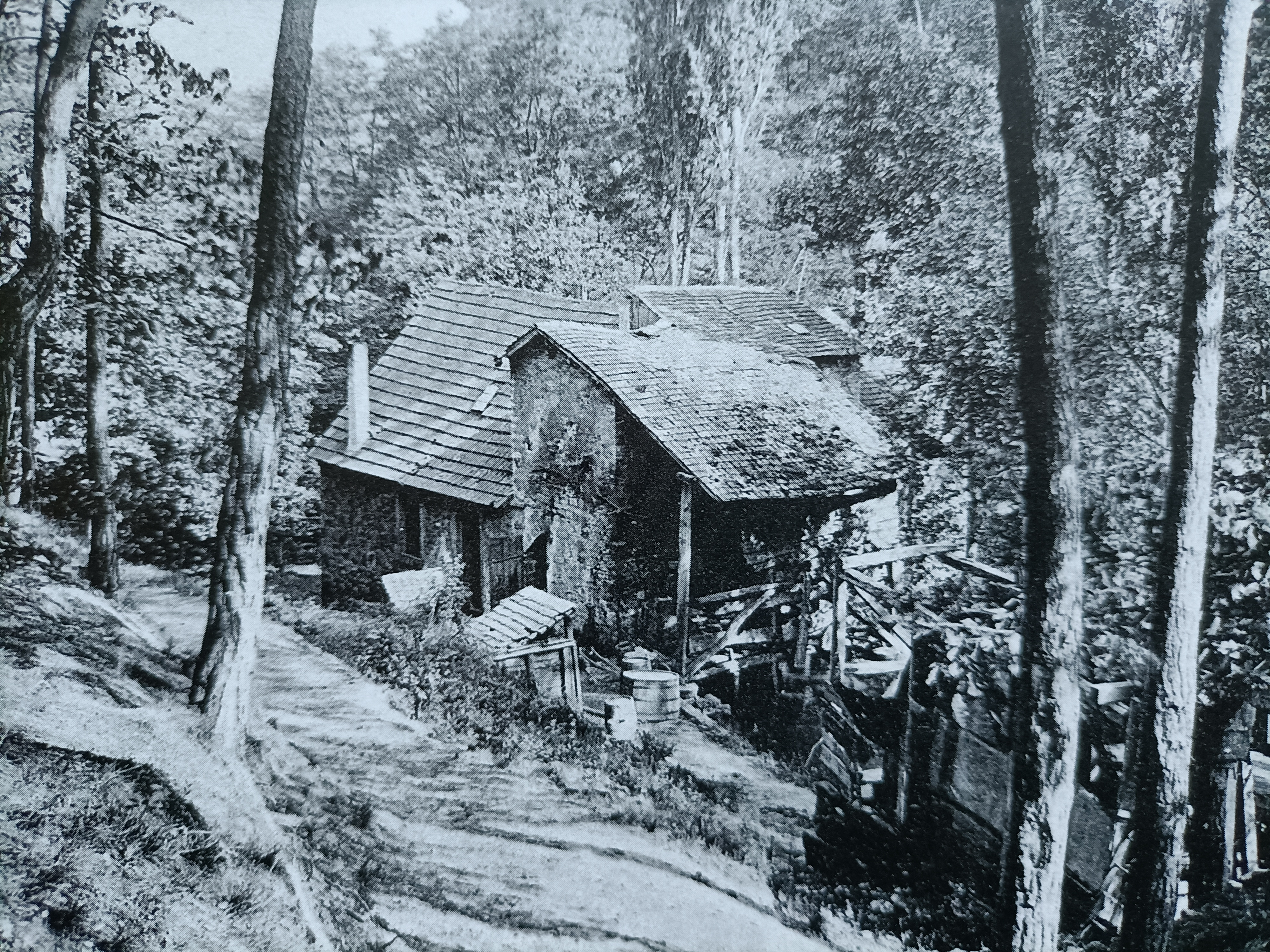
Corellsche Wappenschmiede um 1900

Im 19. Jahrhundert wurden im Tal zwei Mühlen errichtet, die heute jedoch nicht mehr existieren. Eine der beiden wurde 1868 bei einem Wolkenbruch zerstört, wobei eine Person ums Leben kam. Die andere, die Corellsche Wappenschmiede, wurde von der Stadt Deidesheim gekauft, die sie 1921 abreißen ließ.
Quellzuflüsse des Weinbachs im Mühltal wurden Ende des 19. Jahrhunderts gefasst. Sie speisen eine damals angelegte Wasserleitung nach Deidesheim; an der Straße zwischen Mühltal und Deidesheim wurde 1898 als Pufferspeicher der heute denkmalgeschützte Hochbehälter errichtet.

## Naturschutz
Der Hang des Waldbergs nördlich des Weinbachs ist Teil des Naturschutzgebiets Haardtrand – Am Bechsteinkopf.